# Віктор Гюго
Вікто́р-Марі́ Гюго́ (або Гюґо́; фр. Victor-Marie Hugo, МФА: [viktɔʁ maʁi yˈɡo]; 26 лютого 1802, Безансон, Франція  — 22 травня 1885, Париж) — французький письменник, драматург, есеїст, поет, публіцист, громадський діяч. Член Французької академії (1841).
Вважається одним з найважливіших письменників французької мови і світової літератури. Творчість Гюго дуже різноманітна: романи, лірична поезія, драми у віршах і прозі, політичні промови в Палаті перів, численні листи. 
Гюго зробив значний внесок в оновлення поезії та театру як лідер течії романтизму у французькій літературі. Він також дав змогу багатьом поколінням розвинути думку, що ідеологічна позиція письменника в політичному житті завдяки численним зобов'язанням прирікає його на вигнання. Його найвідоміші твори: Собор Паризької богоматері, який став першим історичним романом французькою мовою, та Знедолені, який вважається одним з найкращих романів XIX-го століття та породив величезну кількість адаптацій у фільмах, серіалах та мюзиклах.
Г'юго також є політичною особистістю і відданим інтелектуалом, який відіграє важливу ідеологічну роль і займає чільне місце в історії французьких листів в дев'ятнадцятому столітті. У період, який передував революції 1848, Гюго майже повністю закинув художню творчість і активізувався як політичний діяч. Він став переконаним республіканцем і після 1848 року брав активну участь у боротьбі за збереження і зміцнення республіканського ладу. Брав активну участь у публічних дебатах, Віктор Гюго був парламентарем при Липневій монархії та при Другій і Третій республіках. Він перебував у вигнанні на майже двадцять років у Джерсі і Гернсі під час Другою французької імперією, одним з великих супротивників якої він був. Прихильний до миру і свободи і чутливий до людських страждань, він висловлювався на користь багатьох соціальних досягнень, виступав проти смертної кари і рабства. Він також підтримав ідею єдиної Європи.
30 червня в світі відзначають День Віктора Гюго, саме в цей день у 1862 році був опублікований останній розділ епічного роману «Знедолені» (Les Misérables).

## Біографія
Віктор Гюго — син генерала наполеонівської армії Леопольда Сигізбера Гюго (1773—1828), якому був наданий титул графа Жозефом Бонапартом, королем Іспанії, і Софії Требюше (1772—1821). Молодший син у сім'ї з трьох дітей після Абеля Жозефа Гюго (1798—1853) і Євгена Гюго (1800—1837). Його дитинство минуло в Парижі. Часті перебування в Неаполі та Іспанії внаслідок військових призначень батька позначається на його ранньому віці. 1811 року він зі своїм братом Євгеном навчався в релігійному закладі Мадрида, Коледжі для дворян. 1813 року поселився в Парижі з матір'ю, яка розлучилася з його батьком. У липні 1816 року, у 14-річному віці, Віктор написав у своєму щоденнику: «Я хочу бути Шатобріаном або ніким».

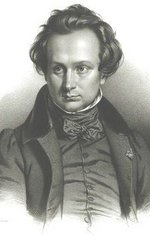
Гюго в молодості

1817 року взяв участь у конкурсі літературної академії в Тулузі. Через два роки став лауреатом цієї академії. 1819 року здобув Золоту лілію за «Оду» на честь встановлення статуї Генріх IV і 1820 року одержав Гвоздику як заохочувальний приз за іншу оду: «Мойсей на Нілі».
Перша збірка молодого поета «Оди й різні вірші» (1822) сподобалася королю Людовику XVIII: Гюго був нагороджений щорічною рентою в 1200 франків, що дало йому змогу одружитися з Адель. 1823 року він видав свій другий роман «Ган ісландець», написаний у готичній традиції. Це означало зближення з романтизмом, що відбилося і в літературних зв'язках: друзями Гюго стали Альфред де Віньї, Шарль Нодьє, Еміль Дешан і Альфонс де Ламартін. Незабаром вони утворили групу Сенакль при журналі «Мюз франсез», який мав яскраво виражену романтичну спрямованість. Особливо теплими були стосунки між Гюго і Шарлем Сент-Бевом, який опублікував у ще одному романтичному виданні — журналі «Глоб» — хвалебну рецензію на «Оди й балади» (1826).
1827 року Віктор Гюго випустив п'єсу «Кромвель», яка виявилася дуже довгою для постановки на сцені, проте її відома «Передмова» стала кульмінацією всіх тодішніх суперечок у Франції про принципи драматичного мистецтва. Віддавши захоплену хвалу шекспірівському театру, Гюго повалився на класицистські єдності часу, місця та дії, виступив на захист поєднання піднесеного з гротеском і висунув вимогу використовувати гнучкішу систему віршування, відмовившись від александрійського дванадцятисложника. Ця п'єса, а також пройнята гуманістичними ідеями повість «Останній день засудженого» (1829) і поетична збірка «Східні мотиви» (1829) принесли Гюго славу.
Період з 1829 по 1843 роки виявився для Гюго надзвичайно продуктивним. 1829 року з'явилася п'єса «Маріон Делорм», заборонена цензурою через невтішне зображення Людовика XIII. Менше ніж за місяць Гюго написав свою другу драму — «Ернані». За скандальною постановкою 25 лютого 1830 року були інші, такі ж гучні. «Битва за Ернані» завершилася не тільки тріумфом автора п'єси, а й остаточною перемогою романтизму: «Бастилія класицизму» у сфері драматургії була зруйнована. Не менший резонанс мали і наступні п'єси, зокрема «Король бавиться» (1832) і «Рюи Блаз» (1838).
Особливе місце у творчості письменника займає «Собор Паризької Богоматері» (1831), оскільки тут він уперше продемонстрував свої чудові можливості в прозі. Як і в драмах цього періоду, персонажі роману змальовані за допомогою романтичної символізації: це виняткові характери в надзвичайних обставинах; емоційні зв'язки виникають між ними миттєво, а їхня загибель обумовлена фатумом, який служить способом пізнання дійсності, тому що в ньому відбивається протиприродність «старого ладу», ворожого людській особистості. У цей же період досягає повної зрілості й поетичний дар Гюго.
Збірники ліричних віршів Віктора Гюго — «Осіннє листя» (1831), «Пісні сутінок» (1835), «Внутрішні голоси» (1837), «Промені й тіні» (1840) — виникли значною мірою завдяки особистим переживанням. У цей час у житті Гюго відбулися важливі події: Сент-Бев закохався в його дружину, а сам він перейнявся пристрастю до актриси Жюльєт Друе. 1841 року літературні заслуги Гюго здобувають, нарешті, визнання Французької Академії, куди його обирають після кількох невдалих спроб.
1842 року письменник видав книгу подорожніх нотаток «Рейн» (1842), у якій виклав свою програму інтернаціональної політики, закликаючи до співпраці між Францією та Німеччиною. Незабаром після цього поет пережив страшну трагедію: 1843 року його улюблена дочка Леопольдина та її чоловік Шарль Вакр потонули під час корабельної аварії на Сені. Віддалившись на певний час від суспільства, Гюго став обдумувати план великого соціального роману під умовною назвою «Негаразди». Робота над книгою була перервана революцією 1848 року: Гюго вступив у сферу активної політики і був обраний до Національної Асамблеї.

### Вигнання та тріумф
Після державного перевороту 2 грудня 1851 року письменник зник з Брюсселя, звідти перебрався на острів Джерсі, де провів три роки, а в 1855 — на острів Гернсі. За час довгого вигнання Віктор Гюго створив найбільші свої твори. 1852 року була опублікована публіцистична книга «Наполеон Малий», а 1853 року з'явилися «Відплати» — віршована сатира з нищівною критикою Наполеона III і всіх його поплічників.

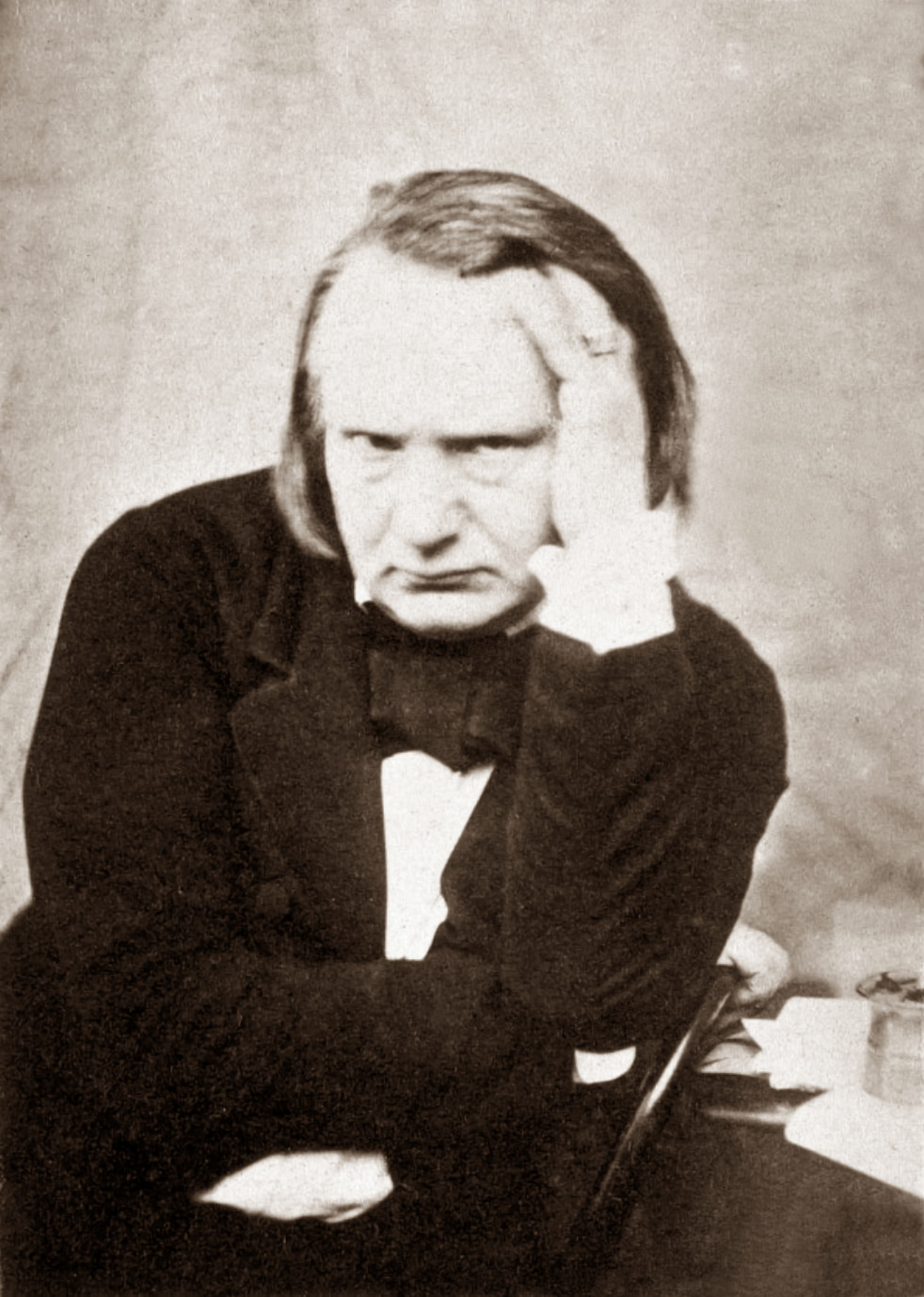
Гюго під час перебування на Джерсі

1856 року вийшла збірка «Споглядання» — лірична поезія Гюго, а 1859 року було видано перші два томи «Легенди століть», які затвердили його славу великого епічного поета. У 1860—1861 роках Віктор знову звернувся до роману «Негаразди», значно переробивши його і розширивши. Книга була надрукована 1862 року під назвою «Знедолені». Популярність здобули такі персонажі як благородний каторжник Жан Вальжан, засуджений за крадіжку буханця хліба, що перетворився на звіра і відродився до нового життя завдяки милосердю доброго єпископа; інспектор Жавер, який переслідує колишнього злочинця і втілює собою бездушне правосуддя; жадібний шинкар Тенардье і його дружина, катують сирітку Козетту; закоханий в Козетту юний ентузіаст-республіканець Маріус; паризький шибеник Гаврош, який героїчно загинув на барикадах.
У період свого перебування на Гернсі Гюго опублікував книгу «Вільям Шекспір» (1864), збірку віршів «Пісні вулиць та лісів» (1865), а також два романи — «Трудівники моря» (1866) і «Людина, яка сміється» (1869). Перший з них відбиває перебування Гюго на Нормандських островах: головний герой книги, наділений найкращими рисами національного характеру, проявляє надзвичайну стійкість і наполегливість у боротьбі з океанською стихією. У другому романі Гюго звернувся до історії Англії в епоху царювання королеви Анни. В основі сюжету лежить історія лорда, в ранньому дитинстві проданого торговцям людьми, які перетворили його обличчя на вічну маску сміху. Він їздить по країні як мандрівний актор разом зі старим Урсусом, який дав йому притулок і сліпою красунею Деєю, а коли йому повертають титул, виступає в палаті лордів із промовою на захист знедолених під знущальний регіт аристократів. Покинувши чужий йому світ, він вирішив повернутися до колишнього мандрівного життя, але смерть коханої доводить його до відчаю, і він кинувся в море.

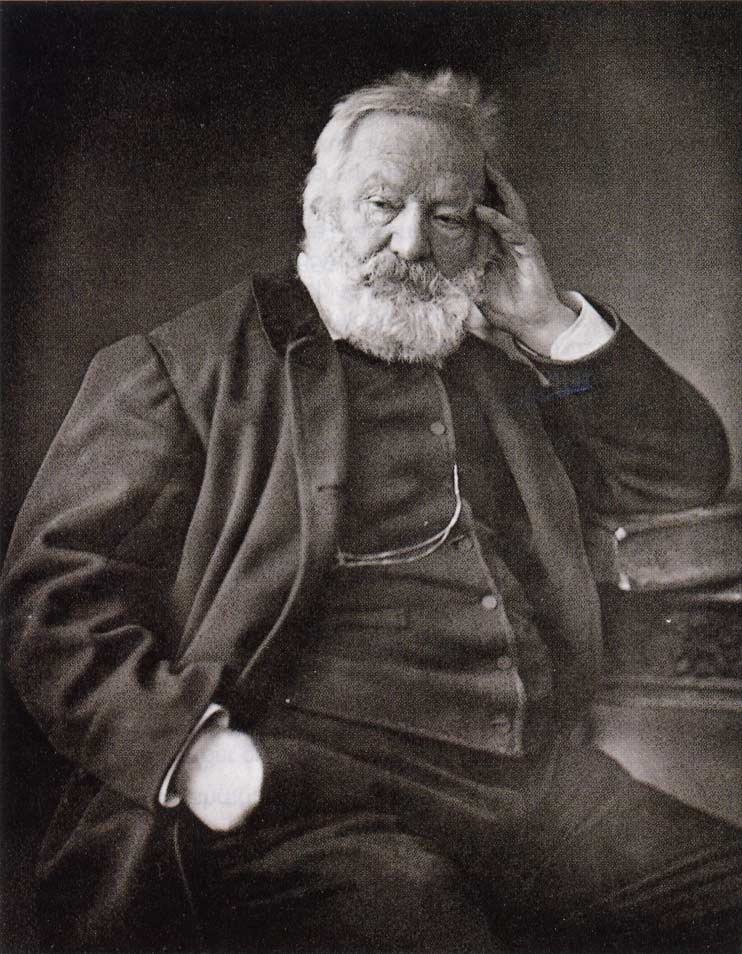
Гюго 1883 року

Після краху режиму Наполеона III 1870 року, на самому початку Франко-прусської війни, Віктор Гюго повернувся до Парижа в супроводі вірної Жульєтт. Протягом багатьох років він втілював опозицію імперії та перетворився на живий символ республіки. Нагородою йому стала оглушливо урочиста зустріч. Маючи можливість залишити столицю перед наступом ворожих військ, він волів залишитися в обложеному місті.
Обраний у Національну Асамблею 1871 року, Гюго незабаром склав з себе депутатські повноваження на знак протесту проти політики консервативної більшості. 1872 року Віктор видав збірник «Грізний рік», який засвідчив втрату ілюзій щодо Німеччини, до союзу з якою він закликав Францію починаючи з 1842 року.
1874 року Гюго, абсолютно байдужий до нових віянь в прозі, знову звернувся до історичного роману, написавши «Дев'яносто третій рік». Незважаючи на безліч точних відомостей про революційну Францію, в романі знову переважає романтична символізація: один з героїв втілює нещадність до контрреволюціонерів, а другий — милосердя, яке є вищим за всі цивільні чвари; революцію ж письменник іменує «очисним горнилом», де паростки нової цивілізації пробиваються крізь хаос і морок.
У 75-річному віці Віктор Гюго видав не тільки другу частину «Легенди століть», але і збірник «Мистецтво бути дідом», на створення якого його надихнули онуки Жорж і Анна. Завершальна частина «Легенди століть» вийшла 1883 року. У тому ж році Жульєтта Друе померла від раку, і ця втрата підкосила сили Гюго.
Після смерті Віктор Гюго вшанувався державним похороном, і його останки було поміщено в Пантеон — поруч з Вольтером і Руссо.

### Останнє бажання
Як останню волю Гюго залишив п'ять речень, які він попросив опублікувати:

| Я залишаю 50 000 франків для бідних. Оригінальний текст (фр.) Je donne cinquante mille francs aux pauvres. |
| Я хочу бути похованим у їхньому катафалку. Оригінальний текст (фр.) Je veux être enterré dans leur corbillard. |
| Я відмовляюсь від промов усіх церков [на похоронах]. Оригінальний текст (фр.) Je refuse l'oraison de toutes les Eglises. |
| Прошу молитися за всі душі. Оригінальний текст (фр.) Je demande une prière à toutes les âmes. |
| Я вірю в Бога. Оригінальний текст (фр.) Je crois en Dieu. |

## Творчість

#### Романи
«Собор Паризької Богоматері»
Задум роману «Собор Паризької Богоматері» з'явився 1828; саме цим роком датований план твору, у якому вже намічені образи циганки Есмеральди, закоханих в неї поета Гренгуа і Абата Клода Фролло. По цьому первинному плану Гренгуа рятує Есмеральду, кинуту за наказом короля в залізну клітку, у той час, як Фролло, розшукавши Есмеральду в таборі циган, зраджує її і передає в руки катів. Пізніше, Гюго дещо змінив задум і план роману. На початку 1830 року в нотатках на берегах рукопису вперше з'являється ім'я капітана Феба де Шатопера.
«Знедолені»
Роман складається з 5 частин. Опублікований 1862 року в Брюсселі в Лакруа та в Парижі у Мішеля Леві. Роман є величезним соціальним полотном з різноманітними персонажами від хлопчика-жебрака до короля. Оповідь вибудовується навколо постаті Жана Вальжана, сюжетна лінія якого перетинається з долями інших знедолених: робітниця Фантіна, її дочка Козетта, пожадливі й нещирі Тенард'є, що знущаються з Фантіни й Козетти, Маріус, який закохується в Козетту, хлопчик Гаврош, що гине на барикадах. Роман є одним з найкращих зразків романтизму в прозі. З першого видання «Знедолені» мали великий, світовий успіх: переклади на всі основні мови світу, численні екранізації та театральні постановки.

### Поеми
«Мазепа» — поема вперше надрукована 1829 року. Натхненням для написання поеми «Mazeppa» стали поема Джорджа Байрона «Мазепа» та творчість Луї Буланже на тему Мазепи. Поема увійшов до збірки «Поезія сходу» (Les Orientales, 1829). Як епіграф до поеми він узяв перший рядок твору Байрона — Away! — Away!
Так само, як Байрон, Гюго наголошує на відстані, що лежить між цінностями українського героя і західним читачем. Проте прагнення романтичного героя до свободи — це не єдина роль Мазепи Гюго. У першій частині поеми Гюго наголошує на зв'язку між людиною і природою, що її оточує — українською природою, хоча Україна не згадується протягом усієї подорожі. Проте в останніх рядках першої частини Гюго повідомляє читача про майбутнє героя, а саме: одного дня його зроблять провідником України (prince … de l'Ukraine у французькому тексті). Дикий скакун Мазепи помирає. Лише коли українця відв'язують від трупа, він спроможний досягти вершини — стати гетьманом.
Цей символізм Гюго розкриває у другій частині поеми. Він пояснює, що Мазепа — це символ митця, що прив'язаний до спини Генія. Митець намагається звільнитися від пут Генія, але не може. Геній відносить митця з реального світу. Природа перешкоджає цим скаканням, бо не розуміє митця. Політ Генія — тобто коня — несе митця з банального світу на межу ідеалу.
Сам про те не здогадуючись, Гюго напророчив незалежне майбутнє України у своїй поемі.
 Та що ж! цей труп живий, що повзаючи гине

 Колись ще буде народом України

 Звеличений як князь;

 Шулікам і вірлам він дасть свою відплату,

 Невкритими гробами вкриє піль багато,

 Де кров його лилась.

 Страхітна його велич з його мук повстане.

 Колись кирею вдягне прадідних гетьманів

 У сяєві зіниць;

 А як у ній з’явиться – степові народи

 Пішлють йому назустріч фанфар хороводи

 І падатимуть ниць!
[
Victor Hugo
Mazeppa (уривок)
Eh bien ! ce condamné qui hurle et qui se traîne,
Ce cadavre vivant, les tribus de l'Ukraine
Le feront prince un jour.
Un jour, semant les champs de morts sans sépultures,
Il dédommagera par de larges pâtures
L'orfraie et le vautour.

Sa sauvage grandeur naîtra de son supplice.
Un jour, des vieux hetmans il ceindra la pelisse,
Grand à œil ébloui;
Et quand il passera, ces peuples de la tente,
Prosternés, enverront la fanfare éclatante
Bondir autour de lui !
переклад Михайла Рудницького, 1933

## Вибрані твори

### Романи
- «Бюг Жаргаль» (Bug Gargal, 1820)
- «Ган Ісландець» (Han d'Islande, 1823)
- «Останній день засудженого» (Le Dernier Jour d'un condamné, 1829)
- «Собор Паризької Богоматері» (Notre-Dame de Paris, 1831).
- «Клод Ге» (Claude Gueux, 1834)
- «Знедолені» (Les Misérables, 1845–1862).
- «Трудівники моря» (Les Travailleurs de la mer, 1866).
- «Людина, яка сміється» (L'Homme qui rit, 1869).
- «Дев'яносто третій рік» (Quatrevingt-treize, 1874).

### Драматургія
- Інес де Кастро (Inez de Castro, 1820)
- Кромвель (Cromwell[en]) (1827).
- Емі Робсарт (Amy Robsart[en]), (1828, опублікована 1889).
- Ернані, або Кастильска честь (Hernani[en], 1830).
- Маріон Делорм (Marion Delorme, 1831).
- Король бавиться (Le Roi s'amuse, 1832).
- Лукреція Борджіа (Lucrèce Borgia, 1833).
- Марія Тюдор (Marie Tudor, 1833).
- Анджело, тиран Падуанський (Angelo, tyran de Padoue, 1835).
- Рюї Блаз (Ruy Blas, 1838).
- Бурґграфи (Les Burgraves, 1843).
- Торквемада (Torquemada, 1882).
- Вільний театр. Малі п'єси і фрагменти (Théâtre en liberté, 1886).

### Поезія
| - Оди та поетичні дослідження (Odes et poésies diverses, 1822) - Оди (Odes, 1823) - Нові оди (Nouvelles Odes, 1824) - Оди та балади (Odes et Ballades, 1826) - Східні мотиви (Les Orientales, 1829) - Осіннє листя (Les Feuilles d'automne, 1831) - Пісні сутінок (Les Chants du crépuscule, 1835) - Внутрішні голоси (Les Voix intérieures, 1837) - Промені та тіні (Les Rayons et les ombres, 1840) - Відплата (Les Châtiments, 1853) - Споглядання (Les Contemplations, 1856) - Пісні вулиць і лісів (Les Chansons des rues et des bois, 1865) | - Грізний рік (L'Année terrible, 1872) - Мистецтво бути дідом (L'Art d'être grand-père, 1877) - Тато (Le Pape, 1878) - Революція (L'Âne, 1880) - Чотири вітри духу (Les Quatres vents de l'esprit, 1881) - Легенда віків (La Légende des siècles, 1859, 1877, 1883) - Кінець Сатани (La fin de Satan, 1886) - Бог (Dieu, 1891) - Всі струни ліри (Toute la lyre, 1888, 1893) - Похмурі роки (Les années funestes, 1898) - Останній сніп (Dernière Gerbe, 1902, 1941) - Океан (Océan. Tas de pierres, 1942) |

### Збірки поезій
- Œuvres complètes de , Édition définitive d'après les manuscrits originaux — édition ne varietur, 48 vv., 1880—1889
- Зібрання творів: у 15 т. — М.: Гослитиздат, 1953—1956.
- Зібрання творів: у 10 т. — М.: Правда, 1972.
- Зібрання творів: у 6 т. — М.: Правда, 1988.
- Зібрання творів: у 6 т. — Тула: Сантакс, 1993.
- Зібрання творів: у 4 т. — М.: Литература, 2001.
- Зібрання творів: у 14 т. — М.: Терра, 2001—2003.

### Публіцистика та есе
- Етюд про Мірабо (Étude sur Mirabeau, 1834).
- Літературні та філософські есе (Littérature et philosophie mêlées, 1834)
- Рейн. Листи до друга (Le Rhin, 1842).
- Наполеон Малий (Napoléon le Petit, 1852).
- Листи Луї Бонапарту (Lettres à Louis Bonaparte, 1855).
- Вільям Шекспір (William Shakespeare, 1864).
- Париж (Paris-Guide, 1867).
- Голос з Гернсе (La voix de Guernsey, 1867).
- До вигнання (Avant l'exil, 1875).
- Під час вигнання (Pendant l'exil, 1875).
- Після вигнання (Depuis l'exil, 1876, 1889).
- Історія одного злочину (Histoire d'un crime, 1877—1878).
- Фанатики і релігія (Religions et religion, 1880).
- Мої сини (Mes Fils, 1874).
- Архіпелаг Ла Манш (L'Archipel de la Manche, 1883).
- Що я бачив (Choses vues, 1887, 1900).
- Альпи і Піренеї (Alpes et Pyrénées, 1890).
- Франція і Бельгія (France et Belgique, 1892).
- Післямова до мого життя (Post-scriptum de ma vie, 1901).

### Живописні твори

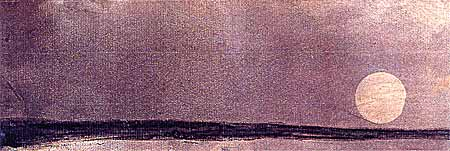
Сутінки (Джерсі 1853-1855)
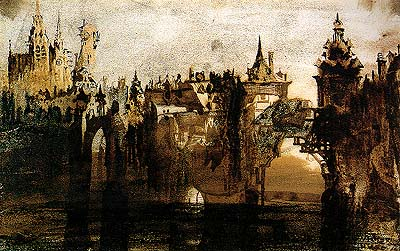
Місто з мосту Тамблдаун (1847)
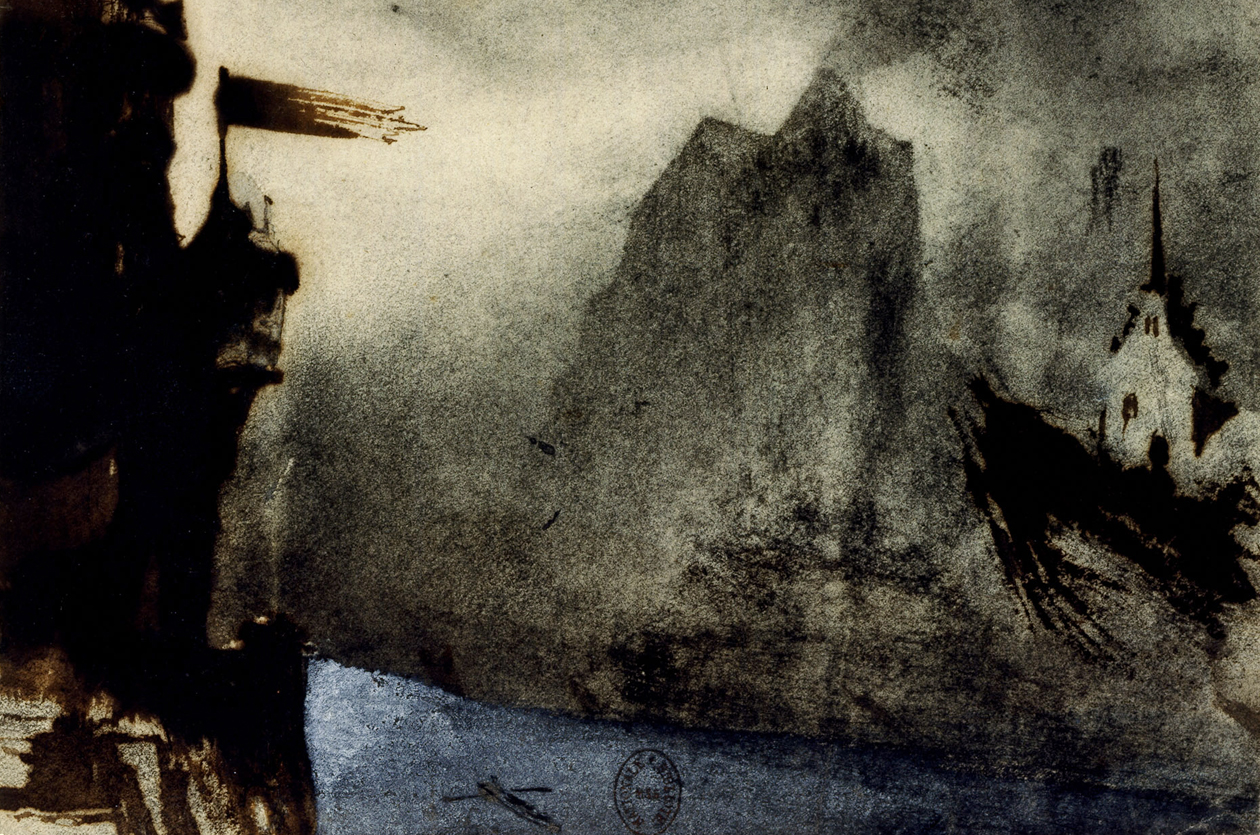
Скеля Ермітаж серед уявного пейзажу
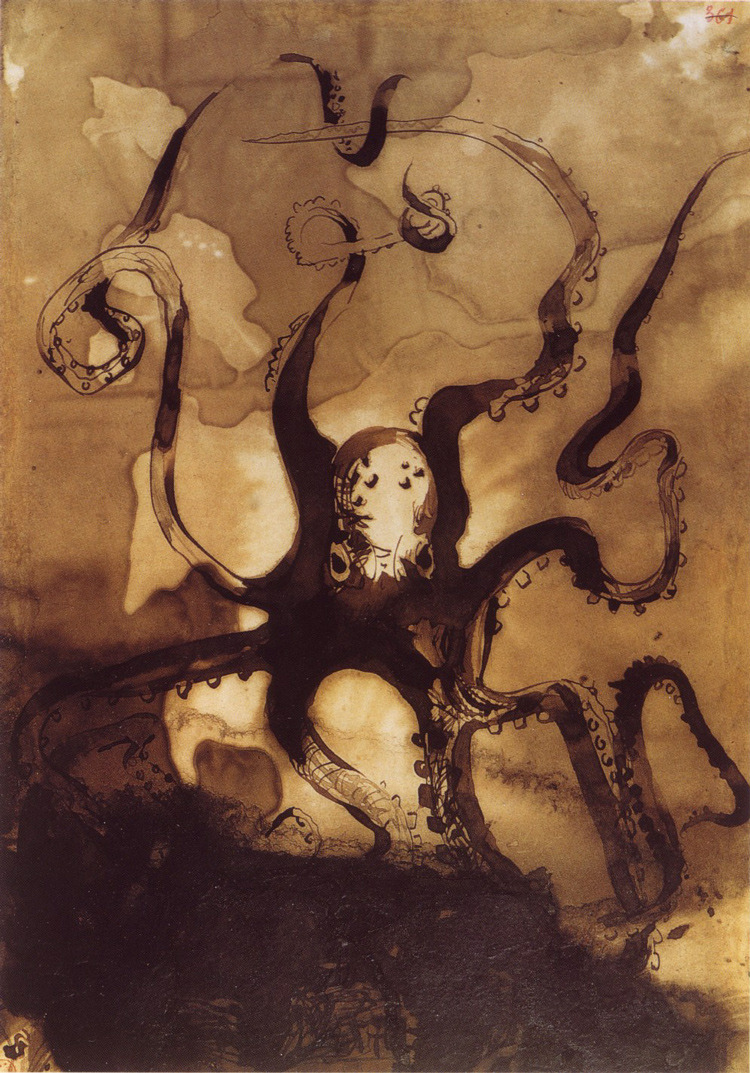
Спрут з ініціалами V. H. (1866)
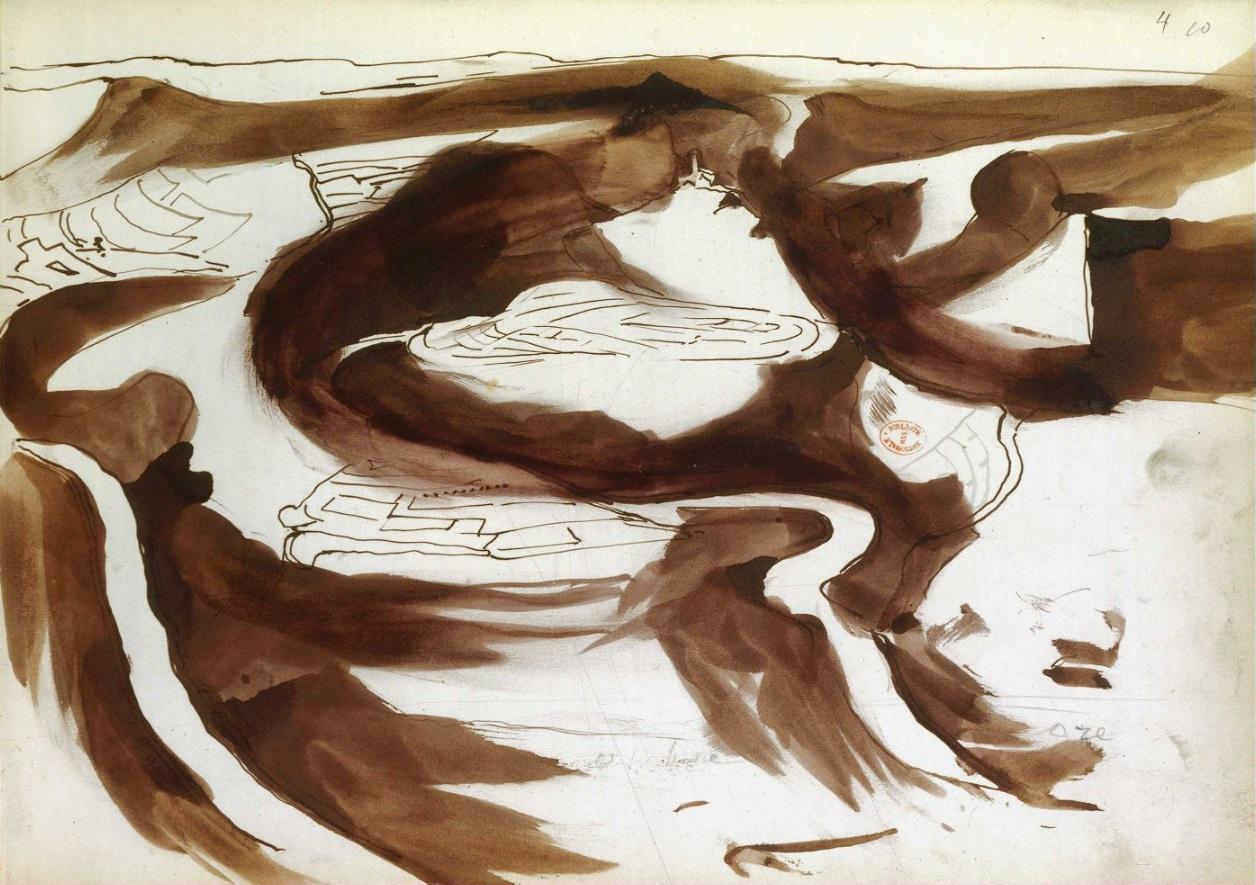
Долина Ур де Бівель, Люксембург (1871)
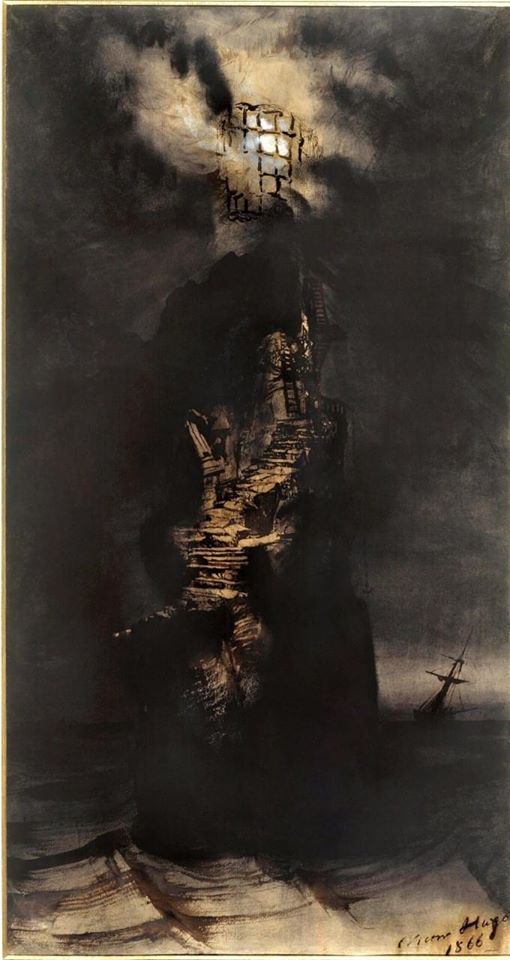
Маяк

## Українські переклади

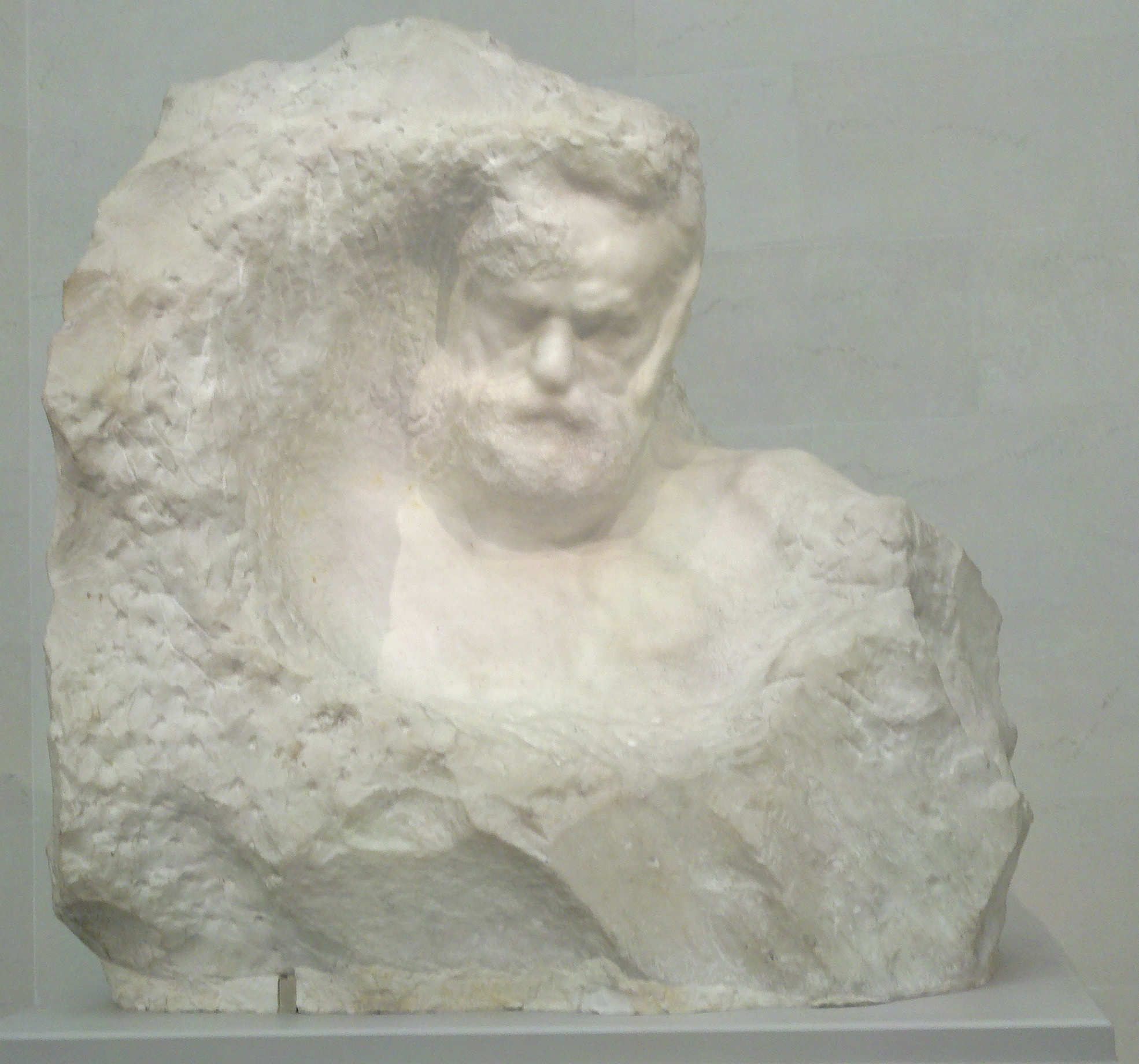
Бюст Гюго у виконані Родена

Українською мовою перекладено майже всі романи, драми та вірші Гюго. Багато зробив для популяризації його творчості в Україні Іван Франко, який високо цінив соціальні повісті «Останній день смертника» (1929), «Клод Ге» (1934). Франко переклав 8 віршів із збірки «Кари», 11 віршів із інших збірок, уривок із роману «Знедолені» під назвою «Ватерлоо», фрагмент антиклерикальної драми «Торквемада». Він також написав статтю «Сотні роковини народження В. Гюго».

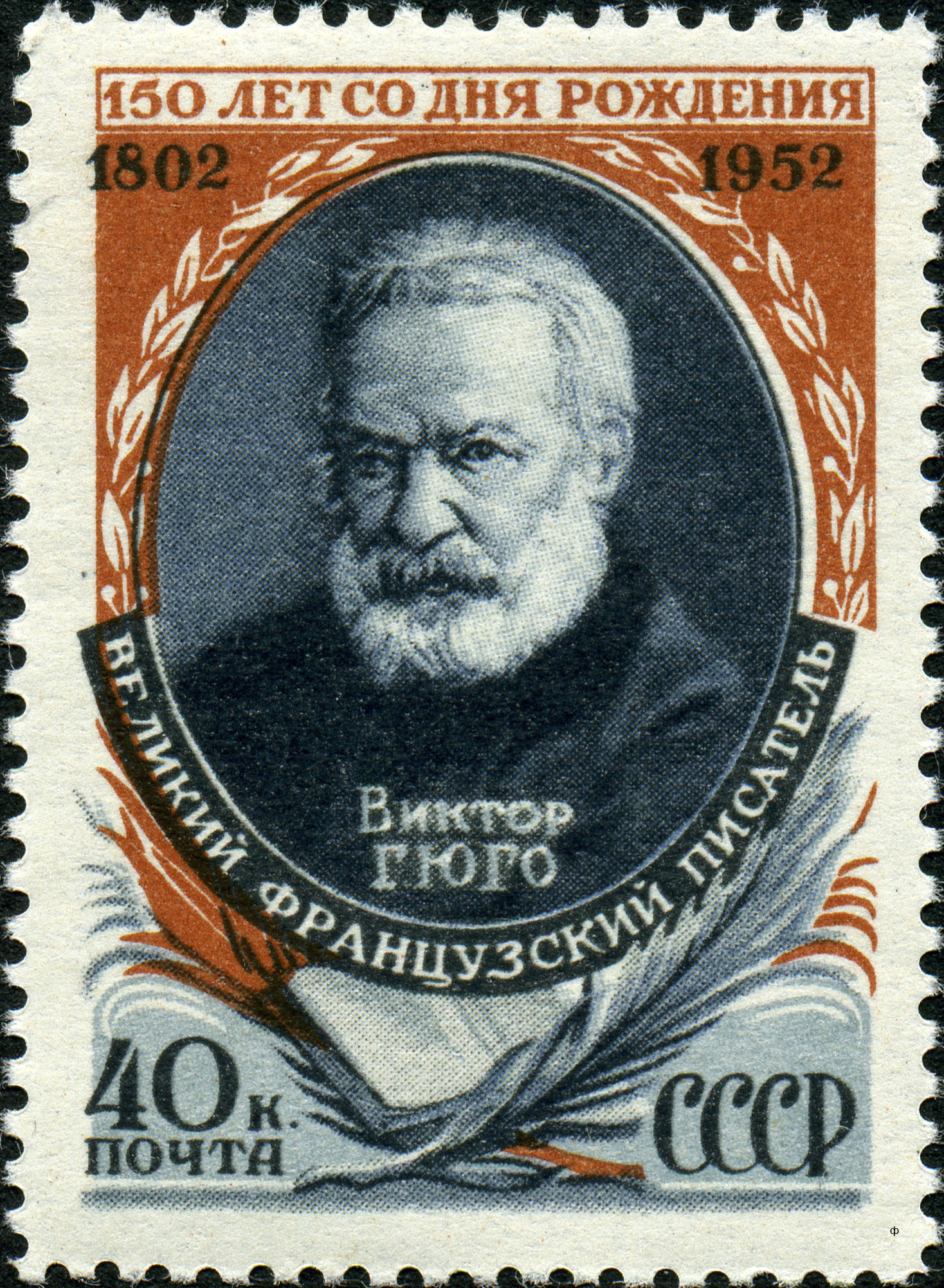
Поштова марка СРСР, 1952

Твори Гюго перекладали також Леся Українка, Олена Пчілка, Михайло Старицький, Павло Грабовський, Максим Рильський, Микола Бажан, Борис Тен, Михайло Рудницький, Віктор Шовкун, Сава Голованівський, Валерія О'Коннор-Вілінська та ін.

### Історія українських перекладів
Видання творів Віктора Гюґо — лідера течії романтизму у французькій літературі, письменника, драматурга, поета, публіциста, громадського діяча, члена Французької академії — теж започаткувало у 1920-х рр. видавництво «Чайка», оприлюднивши 1923 р. трагедію «Лукреція Борджіа», яку переклала Валерія О'Коннор-Вілінська. 1926 р. в Харкові «Книгоспілка» видала трагедію «Король бавиться» в перекладі Максима Рильського, що її перевидано там само 1931 р. Повість «Бюґ-жарґаль», видану харківським «ДВУ» 1928 р., переклала Христя Алчевська. Того-таки року в київському «Сяйві» вийшов роман «Дев'яносто третій рік», який переклали Ольга Косач-Кривинюк і Любов Комарова. Наступного року цей роман з'явився в харківському «ДВУ» в перекладі Христі Алчевської. Опублікований «Сяйвом» переклад Ольги Косач-Кривинюк та Любові Комарової вийшов також у харківському «ЛіМі» 1932 р. Третій варіант перекладу роману «Дев'яносто третій рік» у виконанні Івана Ханенка з'явився у харківсько-одеському «Дитвидаві» 1937 р. Скорочений переклад роману «Безталанні», який вийшов у харківсько-київській філії «Книгоспілки» 1930 р., зробив Антон Харченко. Скорочений переклад цього роману під назвою «Знедолені» у виконанні Є. Збарської опублікувала харківсько-одеська філія «Молодого більшовика» 1934 р. А в київській філії «Молодого більшовика» протягом 1938-40 рр. вийшов повний переклад цього роману у двох томах з тією самою назвою (Т. 1 — 1938 р.; Т. 2 — 1940 р.). Здійснив переклад Микола Іванов. Переклад роману «Людина, що сміється», виданого «Книгоспілкою» 1930 року, зробив Микола Сагарда. Збірку оповідань Гюґо під назвою «Останній день засудженого» було видано в харківському «ЛіМі» 1931 р. в перекладі Володимира Свідзинського. Тоді саме харківсько-київська філія «ЛіМу» видрукувала одним виданням трагедії «Король бавиться» та «Ернані» в перекладі Максима Рильського. Скорочений переклад роману «Трудівники моря», виданого того-таки року харківсько-київським «Молодим більшовиком», виконала Христя Алчевська. 1935 р. в харківському «ЛіМі» вийшов роман «Собор Паризької богоматері» у перекладі з французької за редакцією Зінаїди Йоффе. Драматичну поему Віктора Гюґо «Mazeppa» (1828) переклав Михайло Рудницький.
Список українських перекладів:
Знедолені / Безталанні
Частковий переклад
- (уривок) Віктор Ґюґо: Знедолені (уривок «Ватерлоо»). Переклад з французької Іван Франко. Львів: Товариство «Просвіта». 18 жовтня 1912 року.[9]
- (скорочено) Віктор Гюго: Безталанні. Переклад з французької Антон Харченко. Київ-Харків: «Книгоспілка». 1930. 248 с.
- (скорочено) Віктор Гюго: Знедолені. Переклад з французької: Є. Збарська. Харків-Одеса. 1934 р. 288с.[10]
- (повний переклад) Віктор Гюго: Знедолені. Переклад з французької Миколи Іванова за редакцією В. Татаринова. Київ Видавництво: «Молодий більшовик». Том 1 (728 с.) — 1938. Том 2 (556 с.) — 1940 .
- (уривок) Віктор Гюго: Знедолені (уривок Козетта). Обробка і словник: М. О. Бахарев. Київ: Радянська школа. 1973 р. 47с. Ілюстровано. Книга для читання французькою мовою для учнів 7 класу. 2-е вид.
- (уривок) Віктор Гюго: Знедолені (уривок Гаврош). Переклад з французької ?, малюнки: М. Туровський. Київ: Веселка. 1977 р. 35 с. Ілюстровано.
- (уривок) Віктор Гюго: Знедолені (уривок Козетта). Переклад з французької: Микола Іванов, худож. Л. В. Ільчинська. Київ: Веселка. 1982 р. 40 с. Ілюстровано.
- (скорочено) Віктор Гюго: Знедолені. Скорочений переклад з французької Віктора Шовкуна, вступна стаття Б. Бунич-Ремізова. Київ: Веселка. 1985 р. 734 стор. Для середнього й старшого шкільного віку. Ілюстровано. Бібліотечна серія.
- (уривок) Віктор Гюго: Знедолені (уривок Козетта). Переклад з французької: О. Волосевич. Львів: Аверс. 1998 р. 32 с. Ілюстровано.
- (уривок) Віктор Гюго: Знедолені (пісенька Гавроша). Переклад з французької: ?. Київ: Дніпро. 2001. No 11-12. 120. Першопублікація Л. Череватенка.
- (уривки) Віктор Гюго: Знедолені (уривки Козетта. Гаврош). Переклад з французької ?. Передмова О. Таранченко, художнє оформлення Є. Бондаря. Київ: Національний Книжковий Проект. 2012 р. 125 с. Серія «Бібліотека шкільної класики. Позакласне читання. 9 клас». 2000 примірників. Для середнього й старшого шкільного віку. ISBN 978-617-592-207-1
- (скорочено) Віктор Гюго: Знедолені. Скорочений переклад з французької Віктора Шовкуна, вступна стаття Д. С. Наливайко. Харків: Фоліо. 2015 р. 793 с. ISBN 978-966-03-7059-3[11]

Повні переклади
- Переклад Миколи Іванова:
  - Віктор Гюго: Знедолені (том 1). Переклад з французької: Микола Іванов, за редакцією В. Татаринова. Київ: Молодий більшовик. 1938 р. 728 с.
  - Віктор Гюго: Знедолені (том 2). Переклад з французької: Микола Іванов, за редакцією В. Татаринова. Київ: Молодий більшовик. 1940 р. 556 с.

Примітка: Переклад майже 100 % повний, хоча декілька розділів подано у скороченні. Зокрема, частина четверта, книга сьома «Арго» (на стор. 141 другого тому вказано у виносці, що всю книгу «Арго» подано у дещо скороченому вигляді проти оригіналу). Деякі інші частини також мають незначні пропуски, але виносок щодо них у інших розділах окрім «Арго» немає. Трапляються пропуски від окремих фраз до абзаців.
- Переклад Віктора Шовкуна:

Гюґо, Віктор (2023). Знедолені. Переклад: Віктор Шовкун. Київ: Фоліо. с. 800. ISBN 978-966-03-7737-0. Процитовано 1 травня 2025.

## Пам'ять
- Будинок-музей Віктора Гюго в Парижі.
- Пам'ятник в Сорбонні роботи Лорана Маркеста.
- Будинок-музей Віктора Гюго в Люксембурзі. Бюст Гюго, створений Роденом.
- Пам'ятник Гюго в Ермітажі. Автор — Лоран Маркест. Дар мерії Парижа Москві.
- На честь Гюго названий кратер на Меркурії.